# Caffè Lavena
Il Caffè Lavena è un locale storico di Venezia, situato in piazza San Marco sotto la torre dell'orologio. Fa parte dell'associazione Locali storici d'Italia.

## Storia
Fu costruito nel 1750 e in origine veniva chiamato "Regina d'Ungheria", durante la dominazione austro-ungarica. Il locale nacque nella Venezia del diciassettesimo secolo e successivamente prese il nome di "Orso Coronato", in onore dello stemma raffigurante un orso posizionato sulle proprie zampe posteriori e con una corona sul capo.
Nel 1860, Carlo Lavena acquistò questa "bottega da caffè", divenendo una proprietà fissa della famiglia Lavena.
Come gli altri locali storici in Piazza San Marco, il Caffè Lavena giocò un ruolo prominente nella vita intellettuale della città. Per molti anni fu un luogo di ritrovo per il principe Federico Luigi di Hohenlohe-Ingelfingen, per uno scrittore francese che era solito farsi accompagnare dal caro amico Gabriele D'Annunzio, per i goldonisti Musatti e Maddalena e per gli storici Ricciotti Bratti e Antonio Ravà.
Ma colui che seppe dar risalto al Caffè Lavena, dando un personale contributo già dalla sua prima visita e divenendo in seguito un cliente abituale del locale, fu il compositore Richard Wagner. Quasi ogni giorno, dalle cinque alle sei di pomeriggio, si recava nel locale e si fermava a parlare una mezz'ora con il proprietario Carlo Lavena.
Tra le altre personalità che hanno frequentato il Caffè Lavena ricordiamo il violinista veneziano Raffaele Frontali, il compositore Franz Liszt, i musicisti Rubinstein, Rostropovich, Böhm, Del Monaco, Gasdia, Kabaivanska, Ughi e gli scrittori Piovene, Parise, Saviane e Alberto Moravia.
Inoltre il Caffè Lavena è un luogo frequentato dalle celebrità che ogni anno partecipano alla Mostra del Cinema di Venezia.

## Filmografia
- Illy caffè, Artisti del Gusto Seconda Serie - Venezia (Ep.10 - Caffè Lavena), su YouTube, 15 aprile 2014. URL consultato il 3 agosto 2018.